# Venceslau Fernandes (cyclisme, 1996)
Pour les articles homonymes, voir Fernandes.
Venceslau de Sousa Fernandes, né le 24 janvier 1996 à Vila Nova de Gaia, est un coureur cycliste portugais.

## Biographie
Fils de Venceslau Fernandes, lui-même ancien cycliste (vainqueur du Tour du Portugal en 1984), il est également le frère de Vanessa Fernandes, triathlète médaillée olympique en 2008,. Il commence le cyclisme durant sa jeunesse, après avoir pratiqué le football et le triathlon.
En 2014, il est sélectionné en équipe du Portugal juniors pour participer aux championnats d'Europe. Lors de la saison 2018, il remporte le Tour du Portugal de l'Avenir, réservé aux coureurs espoirs. Il est ensuite recruté par l'équipe Antarte-Feirense en 2021.
En 2022, il termine septième du championnat du Portugal sur route et vingtième du Tour du Portugal. 

## Palmarès et résultats

### Palmarès par année
- 2018
  - Tour du Portugal de l'Avenir :
    - Classement général
    - 2e étape

### Classements mondiaux
| Année           | 2016   | 2017 | 2018 | 2019   |
| --------------- | ------ | ---- | ---- | ------ |
| UCI Europe Tour | 1 844e |      |      | 1 676e |